# Мути (Эстония)
Му́ти (эст. Muti) — деревня в волости Тори уезда Пярнумаа, Эстония.

## География и описание
Расположена в 24 километрах к северо-востоку от уездного центра — города Пярну. Высота над уровнем моря — 36 метров.
Климат умеренный. Официальный язык — эстонский. Почтовый индекс — 86811.

## Население
По данным переписи населения 2021 года, в Мути насчитывалось 50 жителей, из них 49 (98,0 %) — эстонцы.
По данным переписи населения 2011 года, в деревне проживали 66 человек, из них 64 (97,0 %) — эстонцы.
Численность населения деревни Мути по данным переписей населения:
| Год  | 1959 | 1970 | 1979 | 989  | 2000 | 2011 | 2021 |
| ---- | ---- | ---- | ---- | ---- | ---- | ---- | ---- |
| Чел. | 91   | ↘ 85 | ↘ 67 | ↘ 47 | ↗ 64 | ↗ 66 | ↘ 50 |

## История
В письменных источниках 1839 года упоминается Mutti.
На военно-топографических картах Российской империи, в состав которой входила Лифляндская губерния (1846–1863), деревня обозначена как Муττи.
В настоящее время деревня известна своим пчеловодческим хутором Месила (Mesila), построенной по частной инициативе площадкой (1200 м2) для дрессировки собак, «школой» щенков и центром разведения и обучения ездовых собак на хуторе Лааси (Laasi).

## Топоним
Как основу для образования топонима лингвисты Института эстонского языка предлагают близкие по звучанию слова ′mutt : muti′, у которых имеется множество значений: «крот», «перепел», «рыболовная снасть», «маленькое существо», «ягодица», «шишка на лбу», «старушонка» и др. Не зная обстоятельств происхождения топонима, трудно сказать, какое из этих слов было взято за основу. Деревня расположена на пригорке, поэтому можно предположить, что основой является слово mutt в значении ягодица, шишка.